# 林原由佳
林原 由佳（はやしばら ゆか、1975年10月6日 - ）は、日本の政治家、弁護士、薬剤師。林原は旧姓で、戸籍名は「西根由佳」。
衆議院議員（1期）を務めた。

## 人物
兵庫県芦屋市生まれ。1998年（平成10年）3月、東京大学薬学部卒業。同年、薬剤師国家試験に合格。
2002年（平成14年）、旧司法試験に合格。2004年（平成16年）、弁護士登録（第二東京弁護士会に所属していたが、現在は登録を外している）。同年、いわゆる「四大法律事務所」の一つである森・濱田松本法律事務所に勤務。
2007年（平成19年）、薬局に勤務。
2012年（平成24年）12月16日の第46回衆議院議員総選挙に、大阪2区から日本維新の会公認で出馬。小選挙区では自由民主党の左藤章に敗れたが、比例近畿ブロックで復活し初当選した。
2014年（平成26年）日本維新の会の分党騒動に際し、比例当選ではあるが、どちらの所属にもならず、無所属という選択をした。選択の理由についてブログで「意見が割れた場合は、議論を尽くした上で多数決し、決まった結論には全員が従う」という方針だったはずです。適切な意思決定手続を行えない党に属することはできません。」とコメントしている。党執行部はこれに対して林原、および同様の決定を行った衆議院議員の西岡新を除名にする処分を一時検討した。2014年12月14日の第47回衆議院議員総選挙には出馬を見送った。

## 政策
- 婚外子の相続における差別の撤廃に賛成[6]。
- LGBTの権利擁護を推進している[7]。教員採用試験などでLGBTを差別するような試験が用いられており問題、との指摘を行っている[7]。